# Герб Зміївки
Герб Змії́вки — офіційний символ села Зміївка (Бериславський район, Херсонська область). Затверджений Зміївською сільською радою 18 квітня 2007 року. Оригінал виготовили та освятили під час ювілейних святкувань 28 квітня.
Автор герба — Гречило Андрій Богданович, голова Українського геральдичного товариства.

## Опис герба та зміст символів
Щит герба чотирикутний, із півколом в основі. У золотому полі щита синій хрест, під раменами якого по синьому грону винограду з зеленим листком, у синій главі — три золоті корони. Щит вписано в декоративний картуш, увінчаний золотою сільською короною.
Золотий колір символізує багаті землі степової України, сільське господарство, щедрість і добробут, а синій — води Дніпра.

Хрест символізує високу духовність мешканців територіальної громади. 

Три корони в синьому полі вказують на те, що сучасна Зміївка веде свою історію від Старошведського села. 

Грона винограду характеризують розвинену виноградарську галузь. 

## Історія герба
У травні 2004 року для Зміївки були розроблені А.Гречилом проекти герба і прапора та надіслані на розгляд сільської ради. У гербі пропонувалося: в золотому полі чорна змія, у синій главі — 3 золоті корони. Такі ж символи зберігалися й на прапорі села. Змія асоціативно уособлювала назву села, три золоті корони в синьому полі вказували на шведське походження засновників поселення. Проте тоді символи не були затверджені. 
До цього питання сільська рада повернулася на початку 2007 року, оскільки на 1 травня планувалося відзначення 225-ліття заснування Старошведського-Зміївки, і звернулась до Українського геральдичного товариства з проханням доопрацювати проекти, вилучивши зображення змії. Проекти відкориговано з урахуванням побажань ради, зокрема запропоновано новий варіант герба та два нові проекти прапора.